# Jerry Labriola
Gerald R. „Jerry“ Labriola (* 12. Dezember 1931 in Waterbury, Connecticut; † 28. April 2024) war ein US-amerikanischer Kinderarzt, Autor und Politiker (Republikanische Partei).

## Leben
Labriola war das jüngste von vier Kindern italienischer Einwanderer. Er studierte an der Yale University in New Haven, Connecticut, und am Jefferson Medical College der Thomas Jefferson University in Philadelphia, Pennsylvania. Er praktizierte zwei Jahre als Arzt für die United States Navy und eröffnete anschließend 1962 eine eigene Praxis in Naugatuck. Später wurde er unter anderem Präsident des Glendale Health Care Center sowie Direktor der Child Guidance Clinic in Waterbury. Des Weiteren war er Assistant Professor an der University of Connecticut Medical School.
1980 wurde er in den Senat von Connecticut gewählt und gehörte diesem von 1981 bis 1982 an. 1982 war er neben Lewis B. Rome und Richard C. Bozzuto einer der Bewerber bei der republikanischen Primary für eine Nominierung des Kandidaten der Partei bei den anstehenden Gouverneurswahlen. Er verzichtete jedoch zugunsten von Rome und wurde nach dessen Nominierung als sein Running Mate Kandidat für das Amt des Vizegouverneurs. Sie unterlagen jedoch den Demokraten Ella T. Grasso und William A. O’Neill. 
1986 versuchte er ein weiteres Mal zum republikanischen Kandidaten bei der anstehenden Gouverneurswahl nominiert zu werden. Seine Konkurrenten waren Julie Belaga und erneut Richard C. Bozzuto. Die Nominierung erhielt schließlich Belaga. 1994 kandidierte er für einen Sitz im Senat der Vereinigten Staaten, unterlag jedoch dem demokratischen Amtsinhaber Joe Lieberman.
Neben seiner ärztlichen Tätigkeit und seinem Ausflug in die Politik war Labriola auch als Schriftsteller aktiv. Mit dem Forensiker Henry Lee schrieb er drei forensische Bücher über bekannte Kriminalfälle sowie mit The Budapest Connection einen Kriminalroman. Als Einzelautor widmete sich Labriola Mystery- und Kriminalliteratur. Er war Präsident der Connecticut Authors Association und war Mitglied der Mystery Writers of America sowie der International Association of Crime Writers. 
Labriola war verheiratet und hatte mit seiner Frau, die er während seiner Zeit in der High School kennengelernt hatte, zwei Söhne und eine Tochter. Seine Söhne Jerry und David wurden ebenfalls politisch aktiv.

## Veröffentlichungen
- zusammen mit Henry Lee: Famous Crimes Revisited
- zusammen mit Henry Lee: Dr. Henry Lee's Forensic Files: Five Famous Cases
- zusammen mit Henry Lee: Shocking Cases from Dr. Henry Lee's Forensic Files
- zusammen mit Henry Lee: The Budapest Connection
- The Maltese Murders
- Murders at Brent Institute
- The Strange Death of Napoleon Bonaparte
- Murders at Hollings General
- Scent of Danger
- Object of Betrayal (2012)
- Deadly Politics (2013)
- Global Shadows (2014)
- Diamonds and Pirates (2015)